# 奈緒子
『奈緒子』（なおこ）は、坂田信弘原作・中原裕作画による漫画。小学館発行の「ビッグコミックスピリッツ」にて1994年から2003年まで連載された。終盤は『奈緒子 新たなる疾風』とタイトルを変更し、再スタートした。単行本は『奈緒子』全33巻と『奈緒子 新たなる疾風』全6巻の計39巻が小学館ビッグコミックスから刊行されており、小学館文庫版は全25巻で発売されている｡2008年2月16日に上野樹里主演で映画化された。

## 概要
日本海の疾風（かぜ）と呼ばれる天才ランナー壱岐雄介の成長物語。短距離、駅伝、マラソンといくつかのシリーズに分かれている。9年もの長期連載になった。主人公の住む波切島は架空の設定であるが、壱岐市がモデルとなっている。

## 主な登場人物
壱岐雄介（いき ゆうすけ）
父親の才能と異名を引き継ぎ日本海の疾風（かぜ）と呼ばれる天才ランナー。一般常識が通用しない野生児で年齢以上の力を発揮し短距離・長距離共に数々の記録を打ち立てる。篠宮奈緒子を助けようとして父親が死んだことを知っており、当初は奈緒子に対し厳しい言葉を浴びせたり敵意を抱いていた。母親と学校の先生以外の女は全員「オメエ」と呼び奈緒子の事は「あいつ」と呼ぶ。練習中は上はTシャツ、下はハーフパンツ、靴下を履かず素足に靴のスタイル。
小学4年生の時に100m11秒3・走り幅跳び5m74を記録し学童日本新記録を達成、400mリレーでアンカーを務め優勝に貢献。全国中学陸上選手権大会にオープン参加して100m準優勝、200m3位、走り幅跳び3位。
中学1年生の時に100m（10秒55）・200m・1500m（世界ジュニア歴代7位）で中学新記録を達成。ただし、1500mは黒田晋に写真判定の末僅差で競り負け、同タイムながらも2位。全国中学校駅伝大会の長崎県代表選考会でアンカーになり、3分以上の差を逆転するという脅威の追い上げで長崎西町中の藤本に競り勝ち優勝に貢献。長崎県代表になる。全国中学校駅伝大会でアンカーになり、船橋第一学園中の黒田に競り勝って、初出場初優勝に貢献。駅伝大会後は壱岐家の金銭的な負担を考え、中学卒業後すぐに漁師になり、お金を稼ごうと決意し陸上を捨て大山権太の元で、漁師の修行を兼ねたアルバイトを始める。
中学3年生の時に知り合いに頼まれてJC共催10kmマラソンに出場し、本田と競り合い2位（ただし本田は雄介に負けたと認識している）。本田と競り合う事により走る楽しさと負けたくないという気持ちが抑えきれなくなり、漁師にはならずに波切島高校へ進学する。
高校1年生の時に全国高校駅伝でアンカーを務め、黒田やシャバ・シンバとの激しいデッドヒートの末に競り勝ち初出場初優勝に貢献。都道府県対抗駅伝で43位でタスキを受けるも不滅と言われるほどの区間新記録で走り抜きアンカーの本田へトップでタスキリレーし長崎の優勝に貢献。
本田のマラソンで待っているという言葉や、父親のマラソンを走りたかったという夢を受け継ぎ、マラソンへ挑戦することを決意。高校2年生でありながら陸連特別推薦枠で東京国際マラソンに出場し、初マラソンでありながら本田と死闘を繰り広げ僅差で競り勝ち優勝。その記録は2時間2分22秒であった（ハーフの通過は1時間0分18秒）。
高校3年生の時にアテネオリンピックに出場し金メダルを獲得。
高校卒業後、陸上を捨て大山権太の元で漁師の修行を始める。
壱岐大介（いき だいすけ）
雄介と5つ違いの兄。中学時代、東京から転校してきた篠宮奈緒子に一目惚れし、片思いが始まる。東大医学部に入れる実力がありながらも波切島に近い九州大学医学部に入り、福岡へ移る。奈緒子を助けたことが父が死んだ原因とは大学生になるまで知らなかったが、都道府県対抗駅伝へ応援に来ていた奈緒子から雄介への想いと共に真実を知らされるも、奈緒子を許し雄介のために身を引く。雄介が東京国際マラソンに出場しているときに危篤状態に陥るが、無事回復。波切島の生んだ日本一の秀才と呼ばれる。
壱岐健介（いき けんすけ）
雄介と大介の父親。韋駄天や日本海の疾風（かぜ）と呼ばれていた天才ランナー。さして練習もせず中学1年生で県の1500m記録を塗り替え、2年生で全国中学陸上2位、3年生の時には練習記録ながら日本記録にあと2秒と迫った。しかし、働き手がない貧しい家庭であったために、高校進学と陸上をあきらめて中学卒業と同時に大山権太の指導の下で漁師になる。大介は日本一の医者、雄介は日本一のマラソン選手になってくれることが夢であった。篠宮一家を瀬渡ししているときに、海に落ちた奈緒子を助けて死んでしまう。
壱岐和子（いき かずこ）
雄介と大介の母親。健介を亡くした後は篠宮家の支援を断り、女手一つで2人の子供を育てている。品川病院の看護婦で婦長、注射の名人。非常に仕事熱心でTV中継がある大きな大会で雄介が走っていても休んで応援に行ったりTVを見たりしないが、心では雄介を思い続けている。
篠宮奈緒子（しのみや なおこ）
日本屈指の大会社の社長令嬢。
常に雄介を見守り続け、レース中に一番きつくなる場所で応援し力を与える。本作のタイトルにもなっているが出番は少なく、泣いたり雄介君と叫んでいるシーンがほとんどである。物語は奈緒子の回想を介して進んでいく。
小学4年生の時に波切島へ観光に来るが、船上で足を滑らせ海に落ちてしまう。なんとか壱岐健介に助けられるが健介は帰らぬ人になる。自分のせいで健介を死なせ雄介につらい思いを背負わせてしまったと思い悩み続けると同時に健気な雄介に心引かれていく。
中学1年生の時に喘息の療養を兼ねて波切島へ転入してくるも罪の意識に耐えきれず数ヶ月で東京に戻る。
高校1年生の時に100mで高校新記録を達成。覚悟を決めもう一度波切島へ転入。陸上は短距離から中・長距離に転向。全国高校駅伝の長崎県代表になりアンカーを務め、17人抜きの快走を見せて5位入賞。
高校2年生の時に2年連続の全国高校駅伝出場。
高校3年生の時に陸上部の男女共通のキャプテンになり部員を引っ張る。
現役で東京大学法学部に合格し波切島の奇跡と呼ばれる。
大山権太（おおやま ごんた）
壱岐健介と雄介の漁の師であり元・東京大学の助教授。経済学者でありながら30年前に当時の根性論とは違うスポーツ生理学・心理学・トレーニング方法論を確立していた天才学者。しかし、あまりにも斬新すぎたために反発が多く、人間関係に疲れたために大学を辞めて、妻の故郷である波切島へ移り住み漁師になった。壊滅的な漁業経済を救い、周囲からは「権さん」と呼ばれて慕われている。偶然にも雄介と出会い漁師のアルバイトとして雇いつつ、中距離走の体作りをさせていた。見込みがある者の前では寡黙になる。
品川圭剛（しながわ けいご）
子供時代から大介の親友で共に行動していることが多い。3浪しても無理と言われていたが1浪の末、大介と同じ九州大学医学部に入る。
宮崎親（みやざき ちかし）
小学6年生の時に波切島代表として長崎県大会400mリレーメンバーのアンカーに選ばれるも雄介の走りを見てアンカーを譲る。大会の帰りに波切島高校で高校駅伝を一緒に走ろうと約束し、波切島高校へ進学。
高校3年生の時に雄介が波切島高校へ入学、全国高校駅伝大会への出場も決まり夢が叶うかと思われたが、大会直前に補欠へ回される（厳密に言えば長崎県予選では一緒に走っているので夢は叶っている）
高校卒業後は家を継ぐ予定であったが、大学に進学し10000mの日本学生チャンピオンになり都道府県対抗駅伝長崎県代表になる。雄介との約束を果たすために腰の故障を押して出場した結果、靱帯断絶・骨膜剥離の重傷を負うも、最後まで走り抜いて雄介にタスキをつなげ、て小学生時代からの夢を叶えた。
大介の危篤を知らせようと選手生命を賭けてまでして東京国際マラソンに乱入、1年2ヶ月の競技出場謹慎処分になる。
黒田晋（くろだ すすむ）
小学1年生の時に陸上の才能を見いだされ英才教育を受けているエリート。
中学2年生の時に1500mで雄介に写真判定の末、僅差で競り勝ち同年代としては初黒星を付けさせる。
全国中学校駅伝大会に船橋第一学園中のアンカーとして出場。雄介とは300m以上離してスタートしたがゴール前で競り負けて2位となる。
全国高校駅伝大会で船橋第一学園のアンカーを務めるも雄介に競り負けて2位となる。
西浦天宣（にしうら てんぜん）
波切島高校陸上部の監督。大学時代は闘魂の走りと呼ばれる闘志剥き出しのエリートランナーで将来を期待されていたが、卒業と同時に現役生活をやめ波切島高校の教員になる。雄介が波切島高校へ入学した年に、全国高校駅伝で優勝を狙うために夏合宿で鬼となり、雄介や本田達を徹底的に鍛える。癌に冒され全国高校駅伝優勝の3ヶ月後に死去。ヤクザと殴り合いの大喧嘩をしたことがあるくらいの男で怒らせると誰も近寄れないと言われている。あだ名は根性監督。恩師の恩師が大山権太
本田大作（ほんだ だいさく）
雄介のライバルであり師であり仲間。雑草、一匹狼、孤狼（ころう）と呼ばれている。中学・高校時代は指導者に恵まれなかったため1人で練習を続け実業団入り。
10kmロードで本田に勝てるランナーは九州北部にいないと言われていたが、JC共催10kmマラソンで2年ぶりに走った中学3年生の雄介に僅差で競り負ける（公式順位では本田が1位であったが本人は負けたと認識）
雄介の再起に天才学者の大山権太が関わっていると聞きつけ、信頼できる指導者を求めて波切島へ移り大山権太家の長期居候になる。西浦指導の元、全国高校駅伝のため地獄の夏合宿をしていた雄介達と練習を共にし、合宿仕上げの20km走で雄介と死闘を繰り広げ才能が開花。
初マラソンになるパリマラソンで世界最強のランナー、アキーム・シンバとゴール前まで競り合い僅差で敗れるも、当季世界第2位のタイムを記録し一躍日本陸上界のトップへ躍り出る
西浦の亡き後、波切島高校陸上部の監督代行に就任するも、走り屋の血が騒いで夏合宿後に辞退。選手兼監督として都道府県対抗駅伝の長崎県代表になりアンカーを務め優勝に貢献。
雄介にマラソンで待っていると言い残して波切島を去る。1人で中国雲南省の昆明で高地トレーニング合宿を行い、オリンピック代表をかけた東京国際マラソンに出場し、雄介と死闘を繰り広げるも、僅差で競り負け同タイムながらも2位となる。
アテネオリンピックに出場し、銀メダルを獲得。波切島へ戻り再び大山権太家の居候になる
アキーム・シンバ
マラソンデビュー以来12戦全勝を誇るアフリカの英雄と呼ばれる世界最強のランナー。パリマラソンで本田と死闘の末、僅差で勝利し、13戦全勝に記録を伸ばす。
アテネオリンピックでは雄介と本田に敗れ銅メダル。
シャバ・シンバ
アキーム・シンバの甥で後継者として認められた選手。マラソン7連勝中で不敗神話を続けていたが、全国高校駅伝大会で仙台育明のアンカーを務めるも雄介、黒田に競り負け3位となる。
荒井信二（あらい しんじ）
ボクシング、WBC世界ウエルター級チャンピオン。11度目の防衛に向けて波切島へキャンプに来たときに雄介と出会い、50m勝負を挑むも負ける。その事を新聞記者に話すと大きな記事になり、それがきっかけで雄介は短距離の強化合宿に呼ばれる。
桧山（ひやま）
100m・200mの日本記録、アジア記録保持者。短距離の強化合宿で雄介に敗れる。雄介を追って波切島に渡る。
奥田公靖
雄介の中学・高校時代の先輩
全国中学校駅伝大会の長崎県代表選考会で波切島北中の1区を務めるも、スタート直後に転倒。全国中学校駅伝大会で波切島北中の6区を務めるも転倒し、左腕を骨折するが、気合いで走り抜く。
全国高校駅伝大会の直前、雄介と気持ちのすれ違いが続き殴ってしまうが後に和解する。全国高校駅伝大会で1区を務め、世界ジュニア陸上5000m2位の選手を破り、トップでタスキを渡す。
都道府県対抗駅伝の応援に来たときに、宮崎の故障を知りつつ走らせた雄介を責めるも、すぐに反省する。
大介の危篤を知らせようと東京国際マラソンに乱入するが、すぐに取り押さえられる。
藤本
全国中学校駅伝大会の長崎県代表選考会で2年連続の区間賞を記録し、全国大会の1500mで3位入賞もしている長崎西町中のエース。長崎西町中のアンカーを務めるも雄介に競り負け全国大会には進めなかった。その後、恩師のアドバイスもあり雄介と走るために波切島高校へ進学する。
高校3年生の時に雄介が波切島高校へ入学、その年の全国高校駅伝大会で5区を務め区間新記録で走り抜き、トップで襷を繋ぐ。
吉崎悟
九州一の進学校に行ける学力があったが、TVで全国中学校駅伝大会を見て雄介にあこがれ、波切島高校に入学。本人はマネージャーでいいと考えていたが厳しい練習の末、上り坂に強い選手として開花。全国高校駅伝大会で上り坂がある3区を務め、6位から2位に追い上げる。
高校2年生の時に都道府県対抗駅伝の長崎県代表に選ばれ1区を走る。途中、脱水症状になり倒れるも奇跡の追い上げによりトップでタスキを繋ぐ。区間新記録。本田が去り岩崎が来るまでの間、波切島高校陸上部で岩崎が絶賛するほどのトレーニングメニューを考えていた事から指導者としての才能も併せ持つ。
義徳さん
元・鍼灸師。雄介や宮崎の故障を短期間で治療した。
岩崎周平
本田が去った後、波切島高校陸上部の監督を務める。
宇佐美一雅
ハーフマラソンの日本記録保持者。アテネオリンピックに出場し4位となる。

## 作品に登場する実在の施設など
作品中に登場する波切島内の施設などには実在のものが多く、以下に挙げげるものはその中の一部である。
- 猿岩　壱岐市郷ノ浦町新田触
- 浦郷小学校（霞翠小学校）壱岐市勝本町西戸触
- 波切島高等学校（壱岐商業高等学校）壱岐市勝本町新城西触
- 壱岐雄介自宅（聖母宮元宮司宅）壱岐市勝本町坂本触
- 海老館　壱岐市勝本町立石西触
- 品川病院　壱岐市郷ノ浦町東触

## 映画
2008年2月16日に公開された。

### スタッフ
- 監督:古厩智之
- 脚本:林民夫、古厩智之、長尾洋平
- 撮影:猪本雅三
- 美術:中澤克巳
- 編集:三條知生
- 照明:松隈信一
- 録音:林大輔
- 助監督：高野敏幸、池入純哉、塩入秀吾
- 音楽:上田禎
- 音楽プロデューサー：安井輝
- 主題歌:ポルノグラフィティ『あなたがここにいたら』
- 挿入歌:RYTHEM『首すじライン』
- 音響効果:齋藤昌利
- VFX：ゲネロ・スタジオ
- 陸上指導：金哲彦
- キャメラカー：スーパードライバーズ
- アクション：齋藤應典、じゃーじー真輝糸洲
- タイトル：マリンポスト
- 現像：IMAGICA
- ロケ協力：長崎県、長崎市、壱岐市、ながさき観光地映像化支援センター、木更津市、富津市、長崎電気軌道、全日本空輸　ほか
- 特別協力：美津濃、アミノバリュー(大塚製薬)
- 協力：日本陸上競技連盟、長崎陸上競技協会、全国高等学校体育連盟陸上競技部、長崎県高等学校体育連盟陸上競技部、スポーツエージェンシー
- 製作者:佐藤直樹
- 製作代表:亀井修、松崎澄夫、久保田修、堀田学、小餅憲一
- プロデューサー:椋樹弘尚、久保田修、有重陽一
- エグゼクティブプロデューサー:馬場清
- 製作委員会メンバー:日活、小学館、アミューズソフトエンタテインメント、IMJエンタテインメント、関西テレビ放送、文化放送
- 制作プロダクション:日活撮影所
- 配給:日活
- 上映時間:120分

### キャスト
- 篠宮奈緒子:上野樹里
- 壱岐雄介:三浦春馬
- 西浦天宣:笑福亭鶴瓶
- 吉澤結希:佐津川愛美
- 奥田公靖:柄本時生
- 黒田晋:綾野剛
- 宮崎親:富川一人
- 吉崎悟:タモト清嵐
- 藤本卓治:結城洋平
- 佐々木黙然:五十嵐山人
- 五島伸幸:佐藤タケシ
- 上原高次:兼子舜
- 12歳の奈緒子:藤本七海
- 10歳の雄介:境大輝
- 嶋田久作
- 壱岐和子:奥貫薫
- 壱岐健介:嶋尾康史
- 篠宮加奈子:山下容莉枝
- 篠宮隆文:光石研
- 長崎側エキストラ協力：長崎市陸上競技協会、長崎県立長崎南高等学校陸上部、長崎県立長崎工業高等学校陸上部、長崎県立小浜高等学校陸上部、瓊浦高等学校陸上部、長崎女子高等学校陸上部、長崎大学陸上部、長崎市立小江原中学校陸上部

## その他
- 全国高校駅伝で留学生を1区に起用せず、距離の短い最終区に起用する描写がある。
- 都道府県対抗駅伝でチーム編成が中学生2人、高校生2人、大学・社会人3人になっており、高校生の雄介が実業団選手の本田へタスキリレーする描写がある。